# Formation hippocampique
 (mai 2013).
Si vous disposez d'ouvrages ou d'articles de référence ou si vous connaissez des sites web de qualité traitant du thème abordé ici, merci de compléter l'article en donnant les références utiles à sa vérifiabilité et en les liant à la section « Notes et références ».

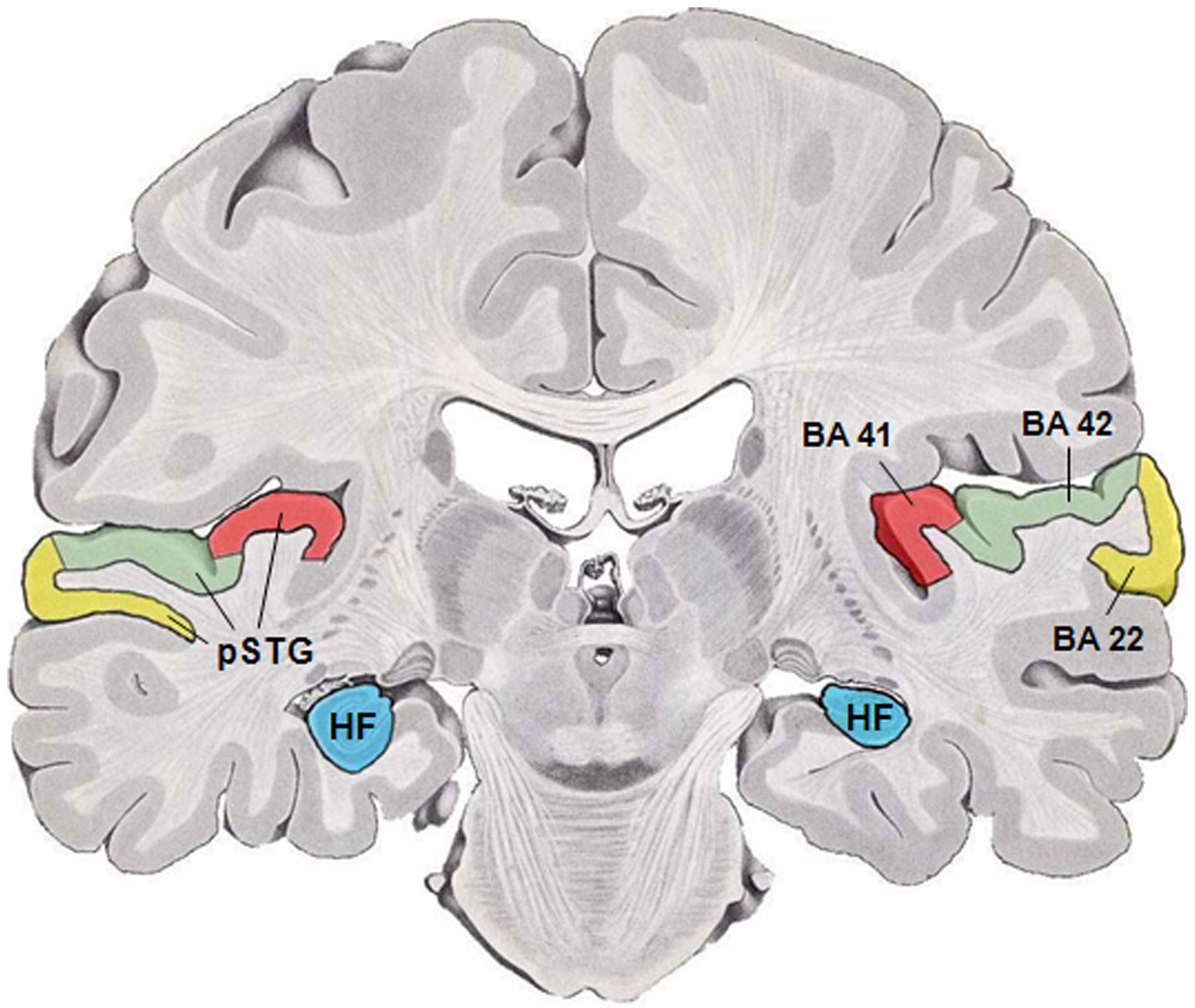
Zones des lobes temporaux humain : Circonvolution cérébral (gyrus) temporal supérieur postérieur (pSTG) et formation hippocampique (HF) post-caudal intermédiaire.

La formation hippocampique (FH) est composée de l'hippocampe, du cortex périrhinal et du cortex entorhinal, du subiculum et du gyrus denté. Elle communique avec le cortex où sont emmagasinés les souvenirs par deux voies : 1) la voie directe relie les structures de la formation hippocampique aux cortex associatifs ; et 2) la voie limbique passe par le fornix, puis par les régions limbiques, incluant les noyaux septaux et les corps mamillaires.

## Rôles
Les connexions réciproques entre la formation hippocampique et le cortex associatif servent à la consolidation des circuits activés pendant un épisode. La formation hippocampique sert à associer les différentes modalités d'un épisode (par exemple scène visuelle, mouvements, sons et odeurs).  Elle sert à consolider les traces multimodales dans les cortex associatifs sous une forme plus permanente (c'est-à-dire moins sujette à l'oubli).  Elle sert aussi à transformer des mémoires à court terme en mémoire à long terme.